# Anthela exoleta
Anthela exoleta is een vlinder uit de familie van de Anthelidae. De wetenschappelijke naam van de soort is voor het eerst geldig gepubliceerd in 1893 door Charles Swinhoe.